# Enrico II di Reuss-Greiz
Enrico II di Reuss-Greiz (Dresda, 4 febbraio 1696 – Greiz, 17 novembre 1722) è stato conte di Reuss-Obergreiz dal 1714 fino alla sua morte.

## Biografia

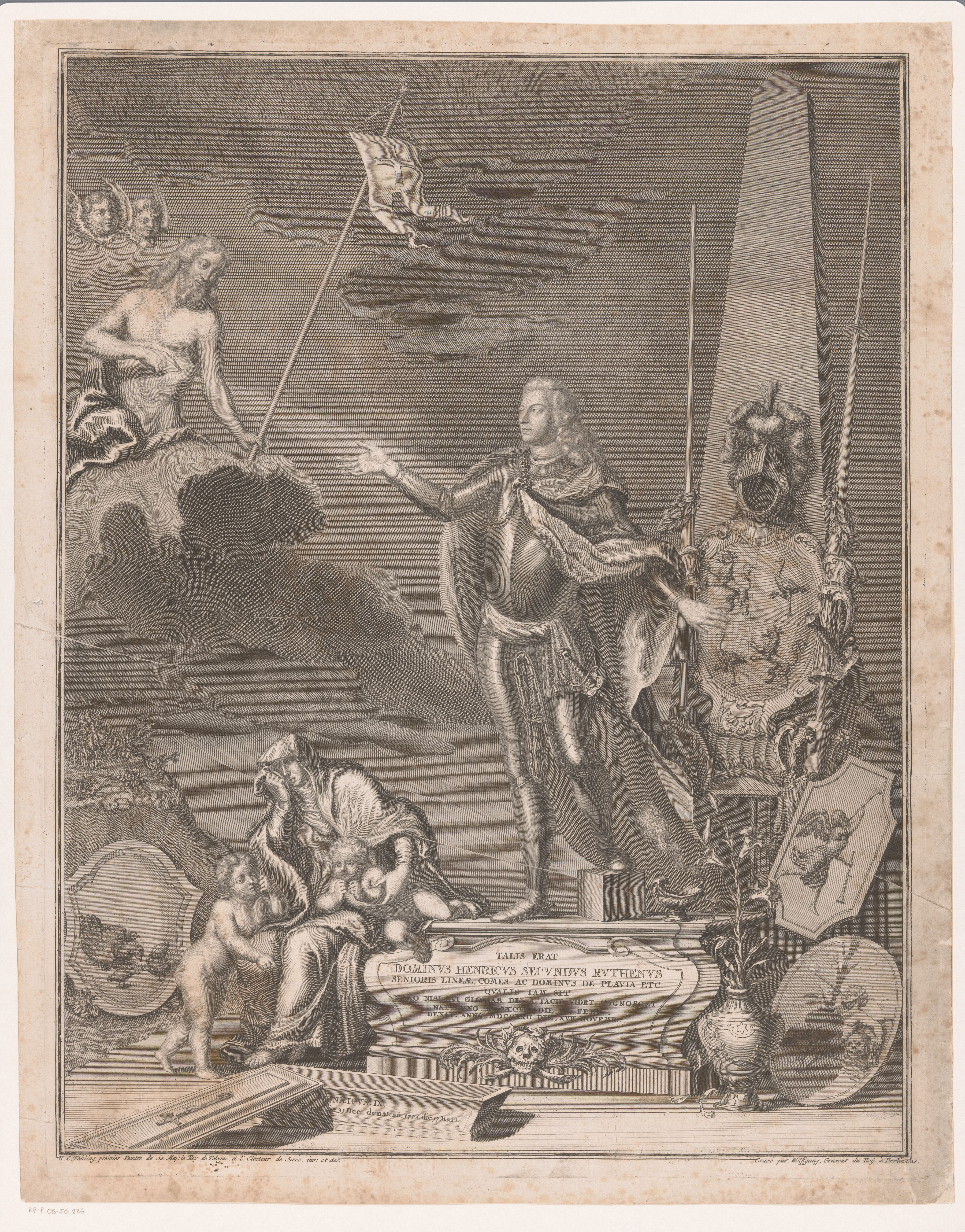
Monument met Heinrich II von Reuß-Obergreiz (1724) di Johann Georg Wolffgang, Rijksmuseum

Il conte Enrico II nacque nel 1696 a Dresda, figlio terzogenito di Enrico VI e di Henriette Amalie von Friesen.
Succedette a suo fratello maggiore e il 22 ottobre del 1715 si sposò nella sua città natale con la contessa Sophie Charlotte von Bothmer (1697-1748).
Morì all'età di 26 anni a Greiz.